# Сулейманоглу, Наим
Наим Сулейманоглу (Сулейманов, Сюлейманов, Шаламанов, тур. Naim Süleymanoğlu, болг. Наим Сюлейманов; 23 января 1967, Птичар, Кырджалийский округ — 18 ноября 2017, Стамбул) — болгарский, затем турецкий тяжелоатлет, первый в истории тяжёлой атлетики трёхкратный олимпийский чемпион, семикратный чемпион мира. Заслуженный мастер спорта Болгарии (1983). Установил 46 мировых рекордов (26 за Болгарию и 20 за Турцию). Наим Сулейманоглу является самым титулованным тяжелоатлетом за всю историю тяжёлой атлетики.

## Биография
Наим Сулейманов родился 23 января 1967 года в Птичаре (Болгария), этнический турок. Всегда был небольшого роста (147 см) и выступал в лёгких весах. Имел прозвище «Карманный Геркулес» (тур. Cep Herkülü). Он был одним из шести спортсменов в истории тяжёлой атлетики, которые в толчке смогли поднять более трёхкратного собственного веса.
Юниорский чемпионат мира выиграл в возрасте 14 лет 9 месяцев, набрав в сумме двоеборья 250 кг. Установил первый мировой рекорд в апреле 1983, толкнув штангу весом в 160 кг и набрав в сумме 285 кг. На своём первом взрослом чемпионате мира 1983 года в Москве занял второе место в весе до 56 кг, но не смог участвовать в Олимпийских играх в Лос-Анджелесе, которые Болгария бойкотировала. В тяжелоатлетическом сообществе принято считать Наима первым и единственным неофициальным четырёхкратным Олимпийским чемпионом как победителя международных соревнований «Дружба-84». Затем Сулейманов дважды становился чемпионом мира, выступая за Болгарию, в 1985 и 1986 годах.
В декабре 1986 года на соревнованиях в Мельбурне не вернулся в расположение сборной Болгарии и бежал в Турцию, где получил гражданство, затем вернул изначальный вариант имени и фамилии с  Наум Шаламанов на Наим Сулейманоглу. После падения коммунистического режима в Болгарии его родственники также выехали в Турцию.
Для того, чтобы Сулейманоглу мог выступать за Турцию на международных соревнованиях, требовалось разрешение Федерации тяжёлой атлетики Болгарии. За разрешение болгарская Федерация запросила один миллион двести пятьдесят тысяч долларов, которые выплатила Турецкая республика. На Олимпийских играх 1988 года в Сеуле 21-однолетний Сулейманоглу стал олимпийским чемпионом. Выиграл чемпионат мира 1989 года, весной 1990 года объявил о завершении спортивной карьеры из-за проблем со спиной, однако вернулся в 1991 году, выиграв чемпионат мира, а затем и Олимпийские игры 1992 года в Барселоне. В следующем олимпийском цикле у Сулейманоглу не было поражений — победил на всех трёх чемпионатах мира. В 1996 году он выиграл также Олимпийские игры в Атланте.
После Олимпиады в Атланте Сулейманоглу снова объявил о завершении карьеры, но затем вернулся в спорт для участия в Олимпиаде 2000 года в Сиднее. Там он заказал себе в рывке 145 кг, но в трёх попытках не смог поднять вес. В 2001 году он был удостоен Олимпийского ордена.
После завершения спортивной карьеры дважды баллотировался в парламент Турции, а также в мэры пригорода Стамбула Кырач в районе Бююкчекмедже, но не был избран.
Длительное время страдал циррозом печени. В 2009 году был госпитализирован в плохом состоянии и пробыл почти три месяца в больнице.
25 сентября 2017 года был доставлен в больницу из-за печёночной недостаточности, вызванной терминальной стадией цирроза печени, и находился в палате интенсивной терапии. 6 октября, когда был найден подходящий донор печени, Наим перенёс операцию по её трансплантации. 11 ноября из-за кровоизлияния в мозг и увеличения отёка ему была сделана срочная хирургическая операция.

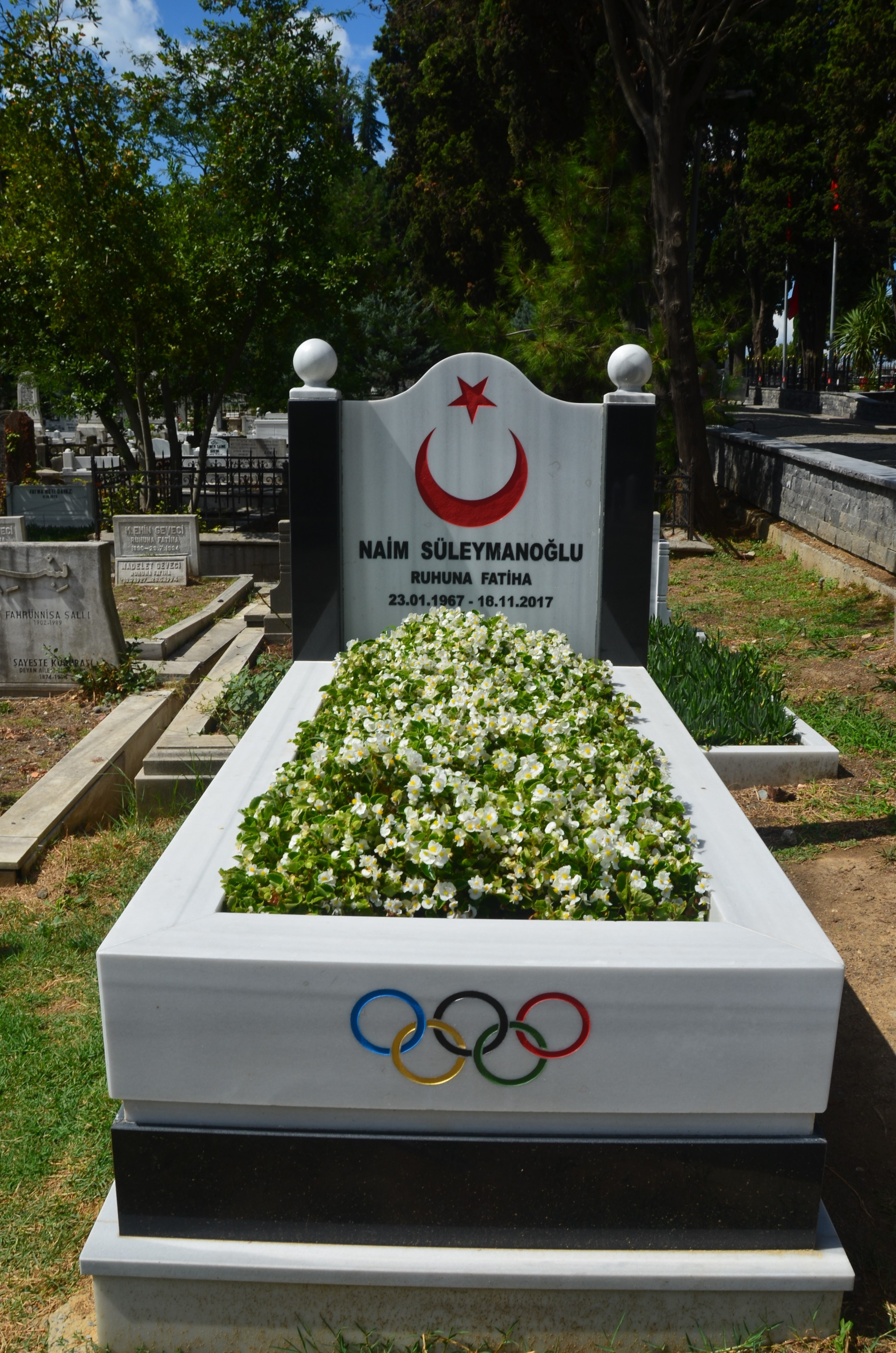
Могила Наима Сулейманоглу на кладбище мучеников в Эдирнекапы

18 ноября Наим Сулейманоглу скончался в больнице Мемориальный госпиталь Аташехир. Президент Турции Реджеп Эрдоган выразил свои соболезнования.
Младший брат Наима — Мухаррем Сулейманоглу (род. 1969) — тяжелоатлет, выступал на Олимпийских играх 1992 года в Барселоне.

## Награды
- Государственная медаль Турецкой Республики «За выдающиеся заслуги»[тур.].

## В кино
- «Маленький Геркулес (фильм), 2019. В роли Наима Сулейманоглу — Хаят ван Эк.